# Kustzegge
De kustzegge of waardzegge (Carex divisa) is een overblijvend kruid dat behoort tot de cypergrassenfamilie (Cyperaceae). De plant komt van nature voor in Europa, Azië en Noord-Afrika en is van daaruit verspreid naar Australië, Nieuw-Zeeland en Noord-Amerika. De soort staat op de Nederlandse Rode lijst van planten als een soort, die zeer zeldzaam en stabiel of toegenomen is. Het aantal chromosomen is 2n = 58, 60 of 62.
De plant wordt 30 - 75 cm hoog, vormt vrij korte wortelstokken. De driekantige, gladde stengel wordt naar boven toe een beetje ruw en stomp. De bladeren zijn 1 - 3 mm breed. De onderste bladscheden zijn iets rafelig. Het vliezige, stompe tot iets ronde tongetje is 0,5 - 1 mm lang. De plant vormt losse zoden.
De kustzegge bloeit in mei en juni. De 1 - 2 (3,5) cm lange bloeiwijze heeft niet meer dan acht aren. Het onderste schutblad is langer dan de bloeiwijze. De 2 cm lange aren hebben meestal aan de voet vrouwelijk bloemen en bovenaan mannelijk. De middelste aren hebben soms alleen maar mannelijke bloemen. Het vruchtbeginsel heeft twee stempels. De aartjes zijn 5 - 10 mm lang. De bruine kafjes zijn 3,5 - 5 mm en hebben geen groene kiel (middenstreep). De 2,5 - 4 mm lange urntjes zijn lensvormig en hebben bij de top smalle, getande vleugels. Op het urntje zit een mierenbroodje. Het urntje is een soort schutblaadje dat geheel om de vrucht zit.
De vrucht is een driekantig, 1,5 - 2 x 1 - 1,7 mm groot nootje.
De plant komt voor in vochtige tot natte soms iets zilte graslanden.

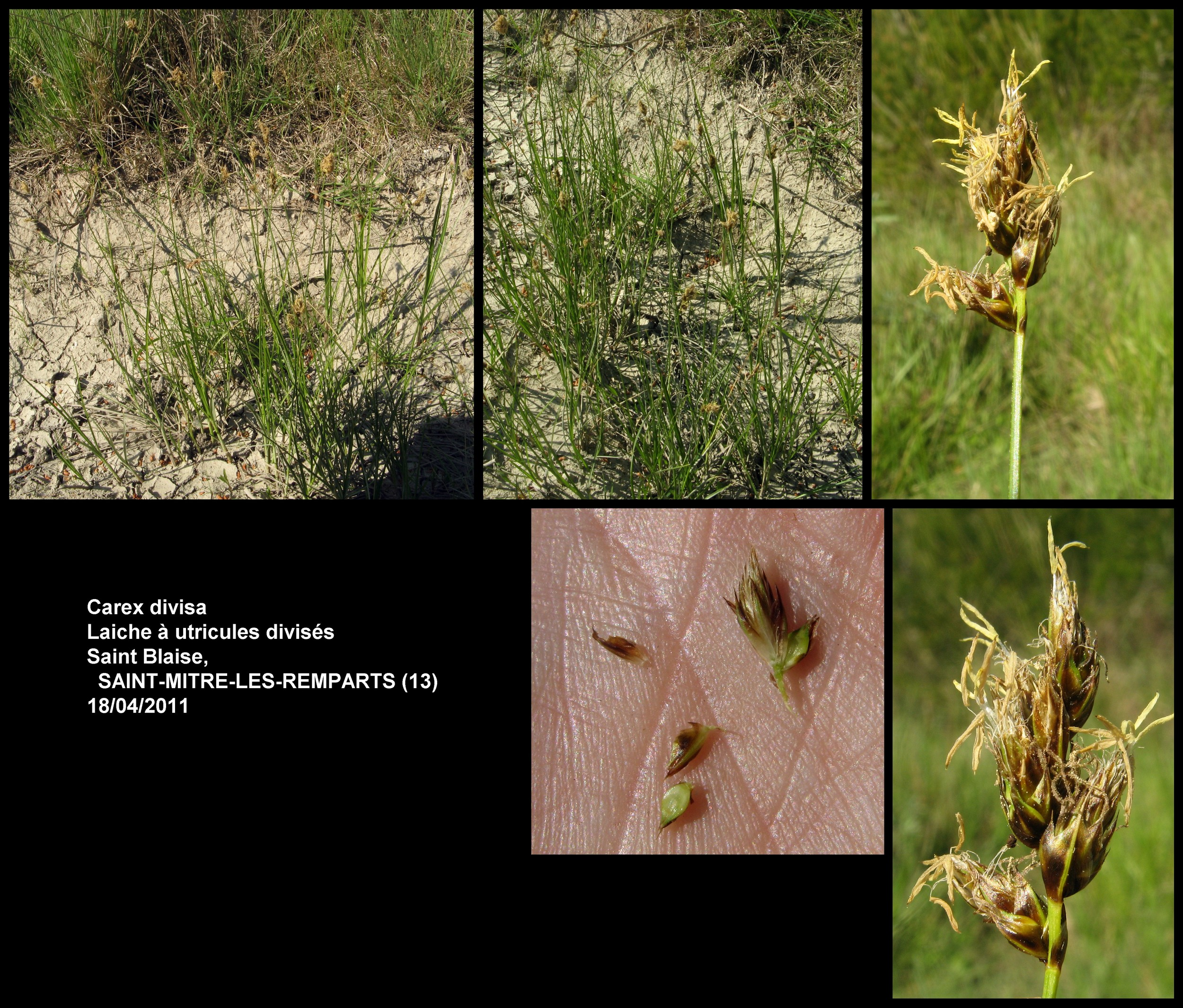
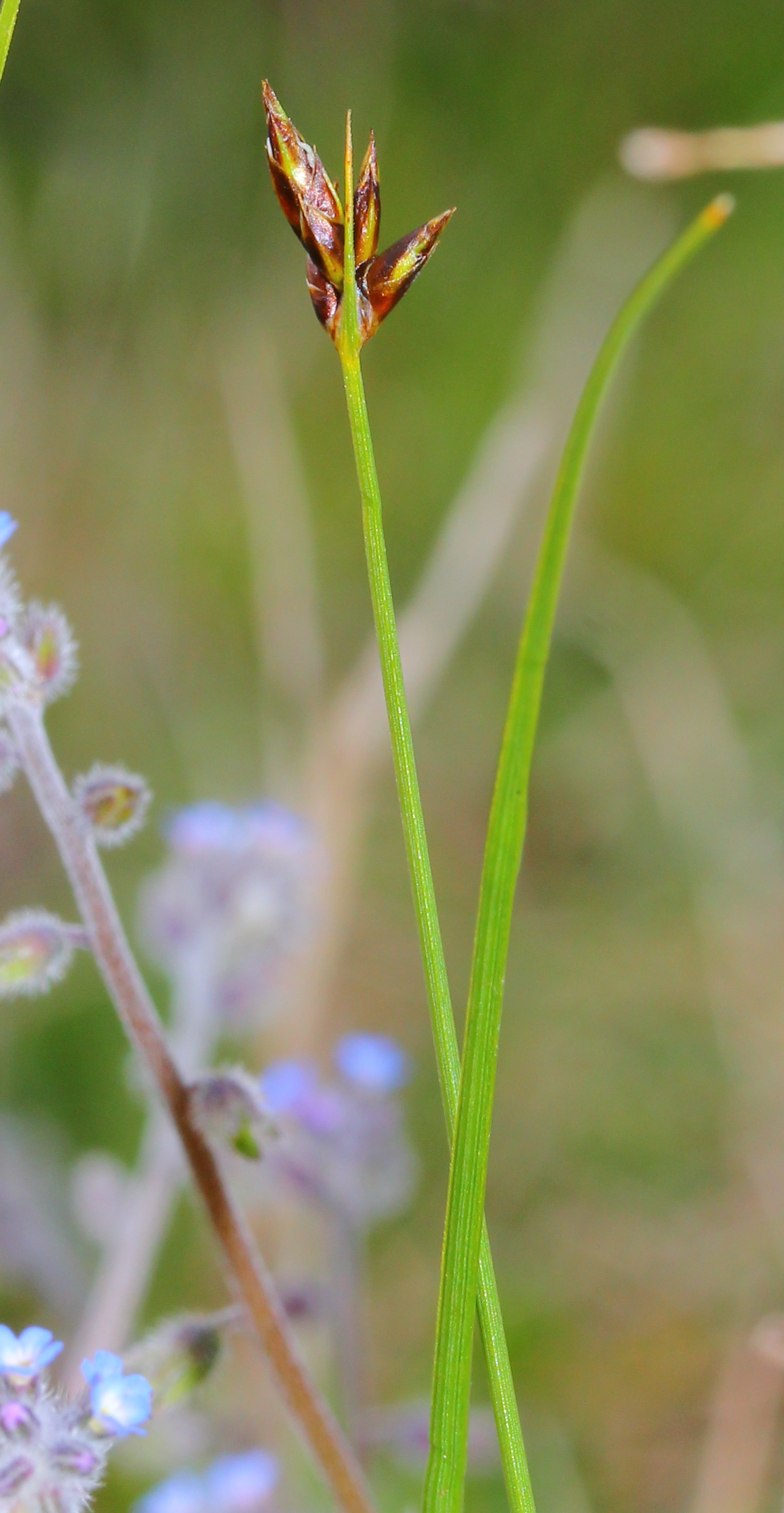
Bloeiwijze
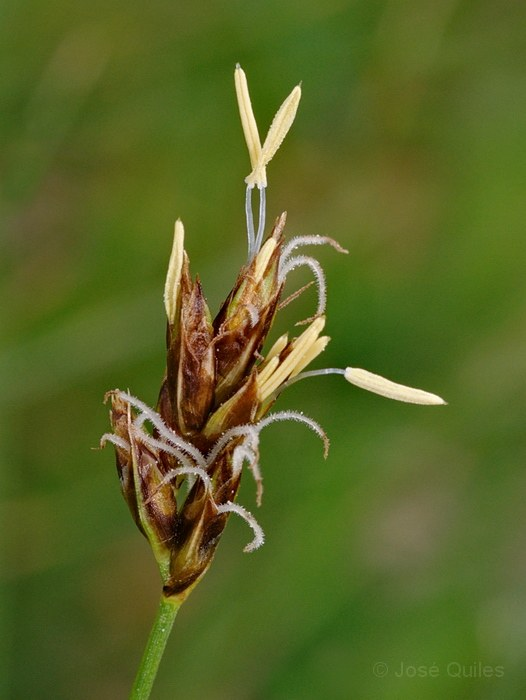
Vrouwelijke en mannelijke bloemen
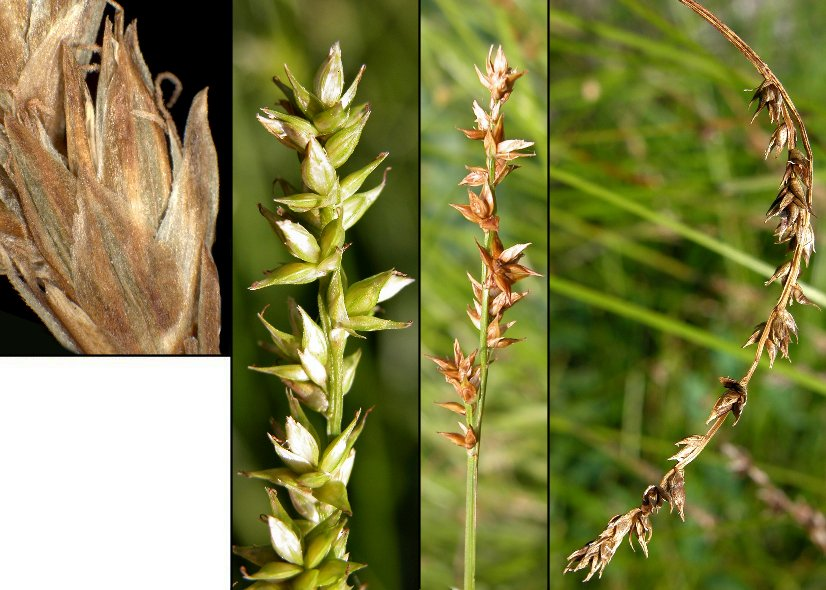
Vruchten
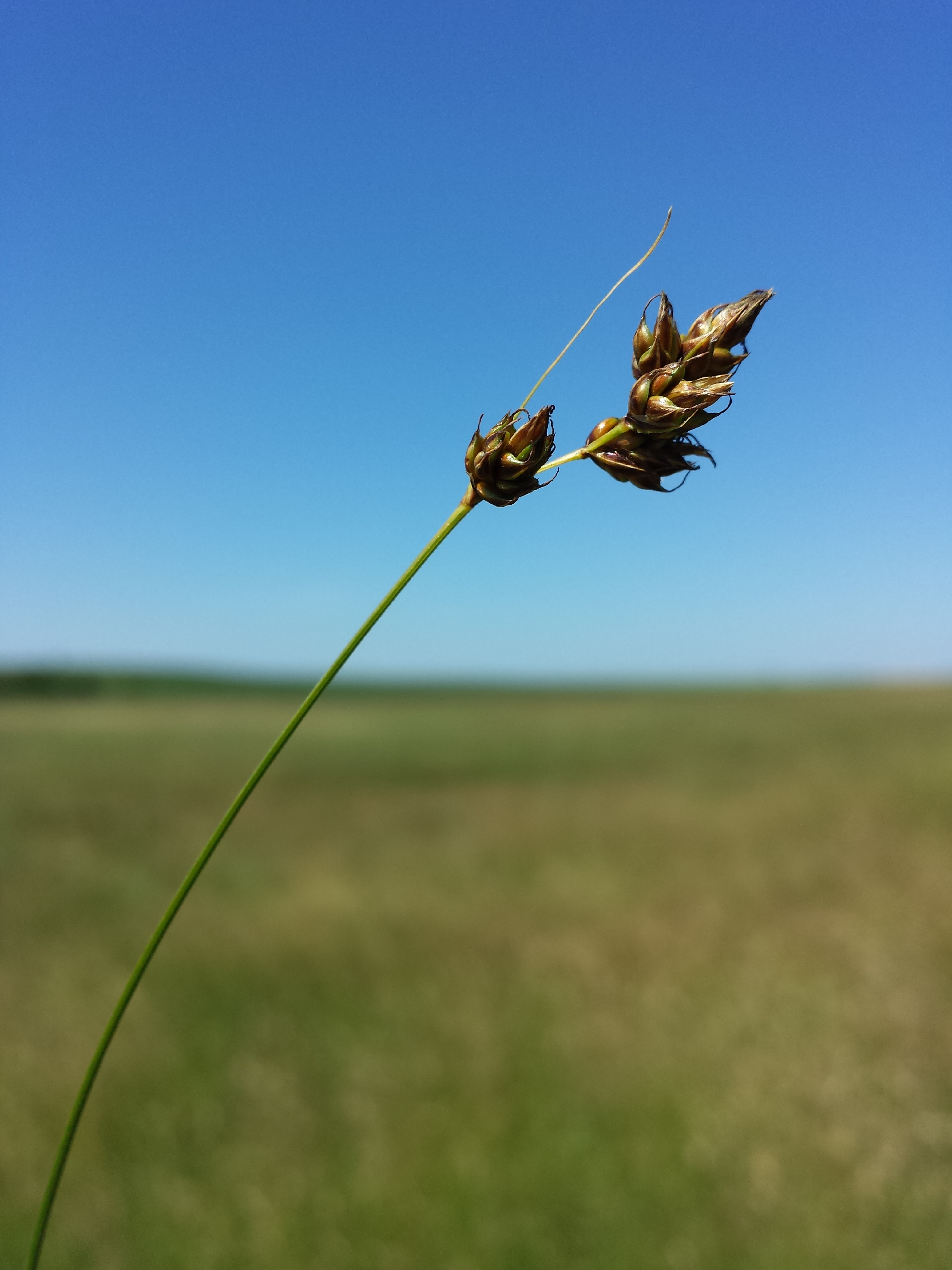
Vruchten
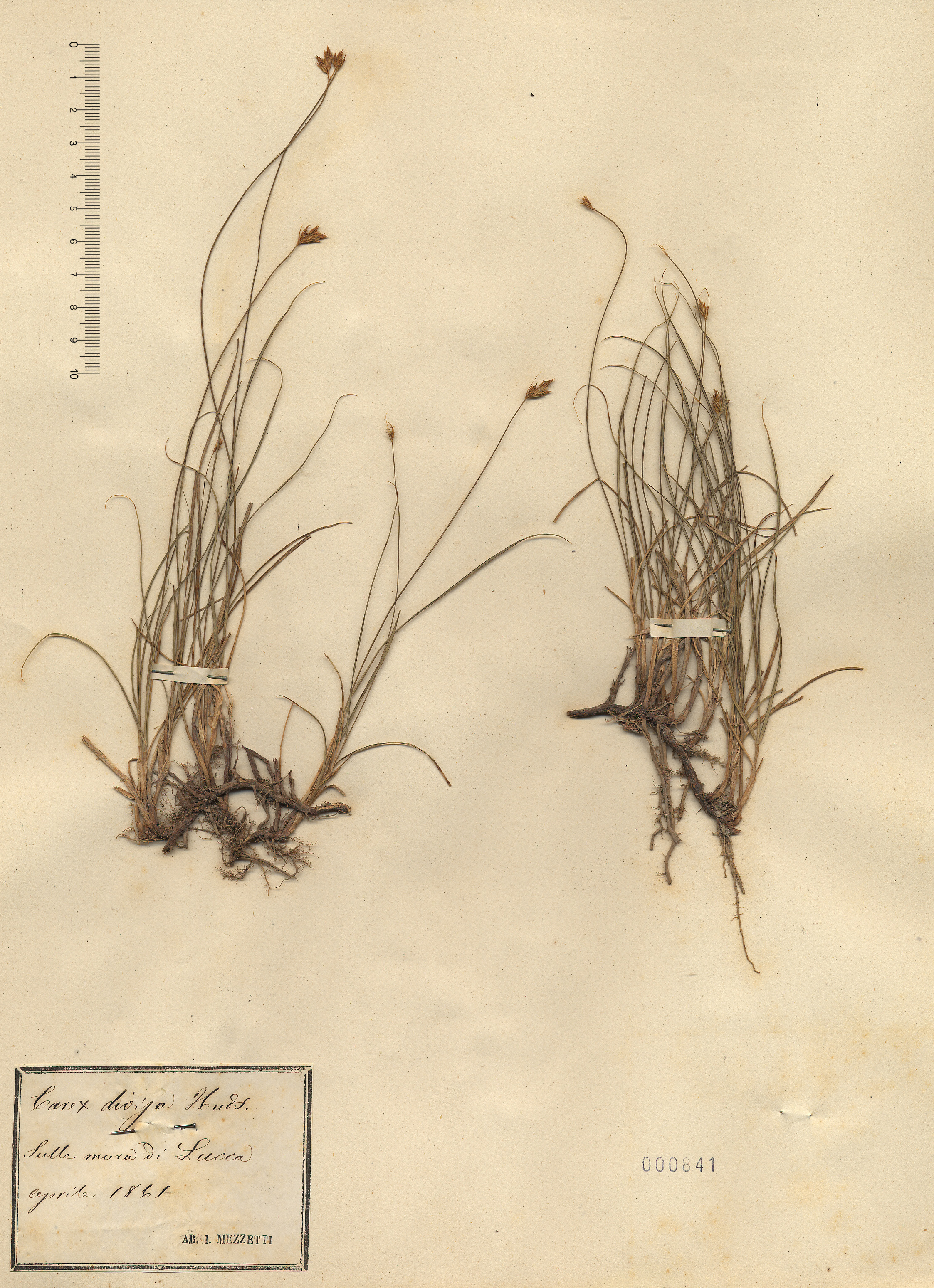
Herbarium exemplaren